# Yōichirō Ōmachi
Yōichirō Ōmachi (japanisch 大町 陽一郎; * 22. August 1931 in Tokio, † 18. Februar 2022 ebenda) war ein japanischer Dirigent und Hochschullehrer.

## Leben und Karriere
Yōichirō Ōmachi studierte an der Tōkyō Geijutsu Daigaku (Tokyo Universität der Künste) und schloss dort sein Studium in Komposition ab. Gleichzeitig studierte er auch Dirigieren bei Watanabe Akeo und Kurt Wöss. Anschließend setzte er seine Ausbildung an der Universität für Musik und Darstellende Kunst in Wien bei Hans Swarowsky fort. Er wurde Assistent bei Herbert von Karajan, als dieser mit den Berliner Philharmonikern Japan besuchte, und gab 1958 sein Debüt beim Berlin Festival. Ein Jahr später wurde er der bis dahin jüngste Dirigent, der das Berliner Philharmonische Orchester dirigierte.
Von 1965 bis 1967 war er Dirigent des Tokyo Metropolitan Symphony Orchestra, dann ging er 1968 nach Dortmund, um an der Städtischen Oper Dortmund zu arbeiten. Er war der erste Japaner, der als ständiger Dirigent an ein europäisches Opernhaus kam.
1975 gründete er auf Anregung von Karl Böhm, der Japan mit den Wiener Philharmonikern besuchte, die Johann-Strauss-Gesellschaft in Japan und setzte sich auch darüber hinaus für die Förderung der klassischen Musik in Japan ein. Als er 1980 das Orchester der Wiener Staatsoper leitete, wurde er der erste Japaner an diesem Dirigentenpult. Von 1982 bis 1984 war er dort Hausdirigent. 1980 gab er ferner sein US-Debüt als Dirigent des Cleveland Orchestra.
Im Laufe seiner Karriere spielte Ōmachi mit zahlreichen Orchestern zusammen, wie etwa mit den Berliner Philharmonikern, den Dresdner Philharmonikern, dem Orchester des NDR Hamburg und mit dem belgischen Radiosymphonieorchester sowie mit zahlreichen anderen Orchestern Südamerikas und Asiens.
Außerdem war Yōichirō Ōmachi von 1988 an zwei Jahre lang Direktor des Japanischen Kulturinstituts in Köln und unterrichtete auch als Professor an der Tokyo National University of Fine Arts and Music. 1995 dirigierte er dann die chinesische Erstaufführung von Turandot von Puccini in Peking. Im Jahr 1999 wurde er zum hauptamtlichen Dirigenten des Tokyo Philharmonic Orchestra ernannt.
Im Jahr 2011, in dem die Tokioter Philharmoniker ihr hundertjähriges Jubiläum begangen, stand Maestro Ōmachi beim 50. Nachmittagskonzert wieder am Dirigentenpult und spielte Werke mit Bezug zu Wien. Yōichirō Ōmachi war mit einer deutschen Frau verheiratet.

## Auszeichnungen
- 1992 wurde er für seine Verdienste um den deutsch-japanischen Kulturaustausch mit dem Verdienstkreuz am Bande der Bundesrepublik Deutschland ausgezeichnet, das er in Anerkennung seiner Arbeit als Direktor des Japanischen Kulturinstituts in Köln erhielt.[5]
- 1996 wurde ihm als erster japanischer Dirigent die Goldmedaille der Stadt Wien verliehen.[7]

## Veröffentlichungen
- クラシック音楽のすすめ (講談社現代新書 51) (Empfehlungen zu klassischer Musik (Kodansha Gendai Shinsho 51)). Kodansha 1965, ISBN 4-06-115451-6.
- ボスは父親なんだ (Der Boss ist mein Vater). Dentsu 1992, ISBN 978-4-885530401.
- クラシック音楽を楽しもう! (Lasst uns klassische Musik genießen!). Kodokawa 2004, ISBN 978-4047041622.